# 노타치

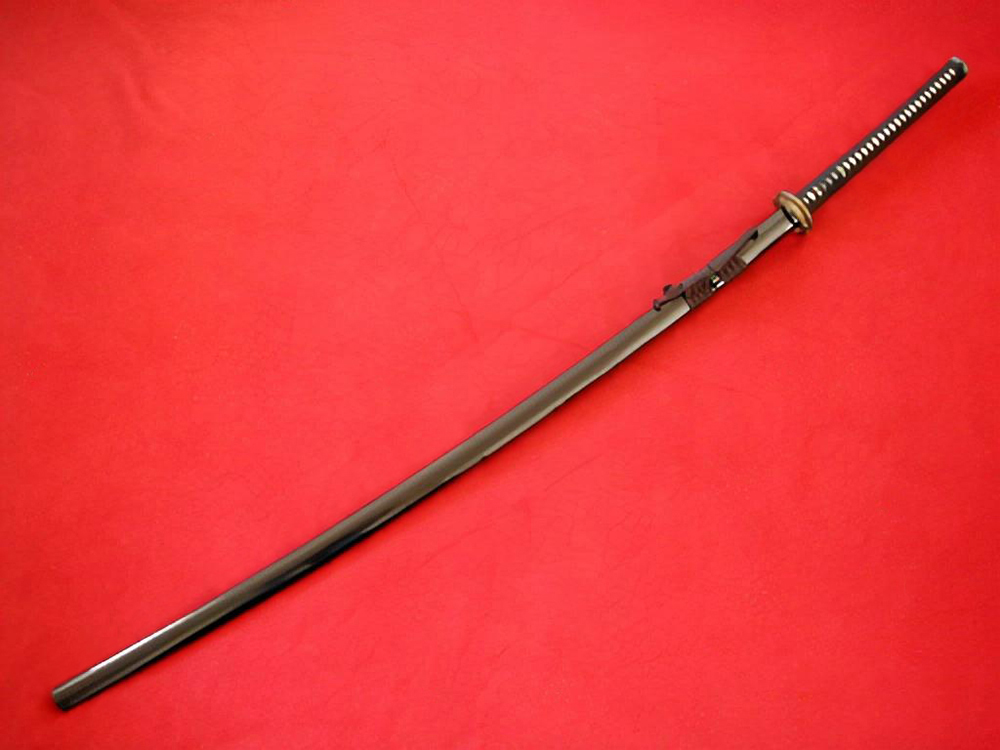

노타치(일본어: 野太刀) 또는 오타치(일본어: 大太刀)는 일본도의 일종이다. 매우 장대한 타치 및 우치카타나를 야태도라 한다. 일본도 중 가장 큰 축에 속하며, 칼날 길이가 1 m ~ 3 m에 달한다.

## 같이 보기
- 일본도
- 타치